# سندرم دیوژن

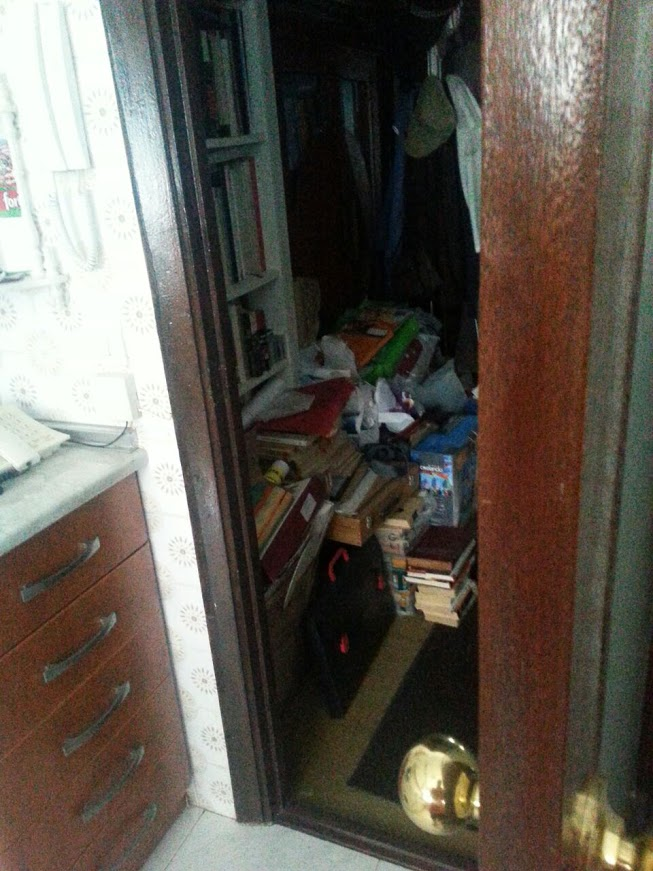

سندرم دیوژن، یا سندرم شلختگی یک اختلال شخصیتی است که موجب خود غفلتی مفرط، شلختگی خانگی، جامعه‌گریزی، بی‌تفاوتی، انباشتن ناخواسته زباله و حیوانات به همراه عدم شرمندگی می‌شود. مبتلایان به این سندرم همچنین ممکن است علائم روان‌گسیختگی کاتاتونی را از خود بروز بدهند.
این سندرم اولین بار در سال ۱۹۶۶ میلادی شناخته و به وسیله کلارک ان منکیکار به نام سندرم دیوژن برگزیده شد. نام این سندرم، از نام دیوژن سینوپی، فیلسوف یونان باستان، کلبی (طرفدار مکتب کلبیون) و ساده‌زیست که گفته شده در آتن و در یک کوزه بزرگ (و به روایتی بشکه) زندگی می‌کرد، برگرفته شده‌است.
البته می‌گویند که دیوژن هر روز در جستجوی انسان واقعی به بازار می‌رفته است؛ بنابراین به نظر می‌رسد عنوانی که برای این سندرم انتخاب شده‌است، عنوان درستی نباشد.
1. ↑  Cybulska, E.; Rucinski, J. (1986-07). "Gross self-neglect in old age". British Journal of Hospital Medicine. 36 (1): 21–25. ISSN 0007-1064. PMID 3535960. {{cite journal}}: Check date values in: |date= (help)
2. ↑  Rosenthal, M.; Stelian, J.; Wagner, J.; Berkman, P. (1999). "Diogenes syndrome and hoarding in the elderly: case reports". The Israel Journal of Psychiatry and Related Sciences. 36 (1): 29–34. ISSN 0333-7308. PMID 10389361.